# 河西镇 (南充市)
河西乡，是中华人民共和国四川省南充市嘉陵区下辖的一个乡镇级行政单位。

## 行政区划
河西乡下辖以下地区：
泰山村、困龙山村、直属村、长虹村、指南村、三教庙村、长春村、同心村、万树山村、楼房沟村、宝山村和江中村。